# توم وليامز (لاعب هوكي الجليد)
توم وليامز (بالفرنسية: Tom Williams)‏ (و. 1951  م) هو لاعب هوكي الجليد كندي، ولد في وندسور، مركز لعبه هو جناح ‏.

## روابط خارجية
- توم وليامز على موقع دوري الهوكي الوطني (الإنجليزية)
- توم وليامز على موقع قاعة مشاهير الهوكي (لاعب أن.إتش.أل) (الإنجليزية)
- توم وليامز على موقع EliteProspects.com (الإنجليزية)
- توم وليامز على موقع HockeyDB.com (الإنجليزية)
- توم وليامز على موقع Hockey-Reference.com (الإنجليزية)